# Finnischer Fußballpokal 2024
Der Finnische Fußballpokal 2024 (finnisch Suomen Cup 2024) war die 70. Austragung des finnischen Pokalwettbewerbs. Er wird vom finnischen Fußballverband ausgetragen. Der Wettbewerb begann am 10. Februar 2024 und endete am 21. September 2024 mit dem Finale im Tammela Stadion von Tampere.
Der Pokalsieger sicherte sich einen Startplatz in der 1. Qualifikationsrunde der Europa Conference League.
Bei unentschiedenem Ausgang wurde das Spiel im Elfmeterschießen entschieden. Lediglich im Halbfinale und Finale gab es bei einem Remis eine Verlängerung von zweimal 15 Minuten.

## Teilnehmende Teams
Die Teilnahme war freiwillig. Insgesamt 364 Mannschaften hatten für den Pokalwettbewerb gemeldet. Dabei waren die 12 Mannschaften aus der Veikkausliiga (I), 10 aus der Ykkösliiga (II), 10 aus der Ykkönen (III), 22 aus der Kakkonen (IV), 82 aus der Kolmonen (V), 79 aus der Nelonen (VI), 84 aus der Vitonen (VII), 48 aus der Kutonen (VIII), 11 aus der Seiska (IX) und 6 Seniorenteams (35+).
Bis zur 2. Runde nahmen nur Teams der sechstklassigen Nelonen oder tiefer teil. In der 3. Runde stiegen insgesamt 48 Mannschaften der ersten vier Ligen ein. In der vierten Runde stiegen die beiden Finalisten des Ligapokals 2024 ein, und in der fünften Runde die vier Europapokal-Teilnehmer.
| Runde         | Zugänge | Sieger der letzten Runde | Spiele / Sieger |
| ------------- | ------- | ------------------------ | --------------- |
| Vorrunde      | 00140   | 000000–                  | 0000070         |
| 1. Runde      | 00170   | 0000070                  | 00001200        |
| 2. Runde      | 0000–   | 00001200                 | 0000060         |
| 3. Runde      | 00048   | 0000060                  | 0000054         |
| 4. Runde      | 00002   | 0000054                  | 0000028         |
| 5. Runde      | 00004   | 0000028                  | 0000016         |
| Achtelfinale  | 0000–   | 0000016                  | 0000008         |
| Viertelfinale | 0000–   | 0000008                  | 0000004         |
| Halbfinale    | 0000–   | 0000004                  | 0000002         |
| Finale        | 0000–   | 0000002                  | 0000001         |
| Gesamt        | 00364   |                          | 0000363         |

| Runde    | (I) | (II) | (III) | (IV) | (V) | (VI) | (VII) | (VIII) | (IX) | Sen. | gesamt |
| -------- | --- | ---- | ----- | ---- | --- | ---- | ----- | ------ | ---- | ---- | ------ |
| Vorrunde | –   | –    | –     | –    | –   | 02   | 76    | 45     | 11   | 06   | 0140   |
| 1. Runde | –   | –    | –     | –    | 82  | 77   | 08    | 03     | –    | –    | 0170   |
| 2. Runde | –   | –    | –     | –    | –   | –    | –     | –      | –    | –    | 000–   |
| 3. Runde | 6   | 10   | 10    | 22   | –   | –    | –     | –      | –    | –    | 0048   |
| 4. Runde | 2   | –    | –     | –    | –   | –    | –     | –      | –    | –    | 0002   |
| 5. Runde | 4   | –    | –     | –    | –   | –    | –     | –      | –    | –    | 0004   |
| Gesamt   | 120 | 10   | 10    | 22   | 82  | 79   | 84    | 48     | 11   | 06   | 0364   |

Veikkausliiga (I) – Ykkösliiga (II) – Ykkönen (III) – Kakkonen (IV) – Kolmonen (V) – Nelonen (VI) – Vitonen (VII) – Kutonen (VIII) – Seiska (IX) – Senioren Ü35 + Ü40

## Vorrunde
Von den 140 Teilnehmern kamen 2 aus der Nelonen (VI), 76 aus der Vitonen (VII), 45 aus der Kutonen (VIII), 11 aus der Seiska (IX) und 6 waren Seniorenteams. Die Mannschaften wurden in acht regionale Gruppen eingeteilt. Unterklassige Vereine hatten Heimrecht.

### Gruppe 1
| Datum      |                                          | Ergebnis        |                                               |
| ---------- | ---------------------------------------- | --------------- | --------------------------------------------- |
| 11.02.2024 | FC Juvantus (VIII)                       | 0:1             | Helsingin Pumppu (VII)                        |
| 16.02.2024 | PK-35 Vantaa / Äijät (IX)                | 1:9             | Leppävaaran Pallo Ü-40 (40+)                  |
| 16.02.2024 | Pessoas Boas Helsinki (VIII)             | 2:2 (1:4 i. E.) | FC Kasiysi Espoo (VII)                        |
| 17.02.2024 | Polin Pallo (VII)                        | 4:0             | Afro FC Helsinki (VII)                        |
| 20.02.2024 | StaPa De Royale (VIII)                   | 6:0             | FC Tavastia (VII)                             |
| 24.02.2024 | FC Samba Espoo (VII)                     | 1:3             | Gilla FC (VII)                                |
| 24.02.2024 | Helsingin Palloseura / Jägers (VIII)     | 3:6             | FC Pehmeet ja Märät (VII)                     |
| 24.02.2024 | Etelä-Espoon Pallo / United (VII)        | 0:3             | Chicken Wings SC (VI)                         |
| 25.02.2024 | MLHF FC (VIII)                           | 0:5             | Pohjois-Haagan Urheilijat / Gettopojat (VIII) |
| 25.02.2024 | FC Kontu / TDJ (VIII)                    | 0:2             | Millbrook FC (VII)                            |
| 27.02.2024 | Laajasalon PS / 7 (IX)                   | 01:13           | IF Gnistan Ü-35 (35+)                         |
| 01.03.2024 | FC City Helsinki (VIII)                  | 2:3             | Olarin Kiksi (VI)                             |
| 02.03.2024 | Helsingin Ponnistus / Peruskallio (VIII) | 0:5             | Suurmetsaän Urheilijat (VI)                   |
| 02.03.2024 | Koivukylän PS / Dynamo (VII)             | 3:0             | Pohjois-Haagan Urheilijat / Simpsons (VII)    |
| 02.03.2024 | AC Rastaala (VIII)                       | 0:3             | Kilo IF (VII)                                 |
| 03.03.2024 | Olarin Tarmo -77 (IX)                    | 0:5             | Colo-Colo Helsinki (VII)                      |

### Gruppe 2
| Datum      |                                            | Ergebnis        |                                             |
| ---------- | ------------------------------------------ | --------------- | ------------------------------------------- |
| 10.02.2024 | FC Pakila (IX)                             | 0:8             | Pohjois-Espoon Ponsi (VII)                  |
| 14.02.2024 | SexyPöxyt Espoo Ü-35 (35+)                 | 7:0             | AC Stadin Sissit (VIII)                     |
| 16.02.2024 | Turun Teräs / Arabia (IX)                  | 00:15           | IF Gnistan-3 (VII)                          |
| 17.02.2024 | FC Mango Helsinki (VIII)                   | 3:0             | Helsingin Ponnistus-2 (VIII)                |
| 18.02.2024 | Malmin Palloseura / Atletico Akatemia (VI) | 1:1 (3:2 i. E.) | SAPA Helsinki-2 (VII)                       |
| 23.02.2024 | FC Lähiö (IX)                              | 1:3             | Inter Vuosaari (VII)                        |
| 24.02.2024 | Tikkurilan PS / Legends (VIII)             | 3:2             | Kauklahden Pyrintö (VII)                    |
| 24.02.2024 | Pitäjänmäen Tarmo (VIII)                   | 0:2             | FC Spital (VII)                             |
| 24.02.2024 | FC Korso United (VII)                      | 0:2             | Pohjois-Haagan Urheilijat / JäPa (VII)      |
| 24.02.2024 | Vietfin FC (VIII)                          | 3:1             | Keimolan Kaiku (VIII)                       |
| 25.02.2024 | Helsingfors IFK-3 (VII)                    | 0:2             | Nikinmäki United (VII)                      |
| 25.02.2024 | FC Dons / Akatemia (VIII)                  | 0:7             | Pohjois-Haagan Urheilijat / KY United (VII) |
| 28.02.2024 | MK-United Vantaa (VIII)                    | 2:0             | PK-35 Vantaa-2 (VIII)                       |
| 01.03.2024 | Andalus FC Vantaa (VII)                    | 3:3 (4:5 i. E.) | FC Hieho (VII)                              |
| 02.03.2024 | Itä-Hakkilan Kilpa / Sensaatio (VII)       | 0:1             | Toukolan Teräs / Keparoi (VII)              |
| 03.03.2024 | HJK Helsinki / Töölön Ihme (VIII)          | 1:1 (5:4 i. E.) | Helsingin Kullervo / Mosaic (VIII)          |

### Gruppe 3
| Datum      |                           | Ergebnis        |                           |
| ---------- | ------------------------- | --------------- | ------------------------- |
| 16.02.2024 | Turun Pallo-Veikot (VIII) | 0:1             | Turun Nappulaliiga (VII)  |
| 22.02.2024 | Kuuvuoren Laaki-2 (VIII)  | 0:2             | Maskun Palloseura-2 (VII) |
| 25.02.2024 | FC Ruskon Pallo (VII)     | 3:2             | SC Wolves Parainen (VII)  |
| 25.02.2024 | FC Snåbit (VII)           | 0:2             | Torre Calcio (VII)        |
| 27.02.2024 | Qppis FC (VIII)           | 1:9             | Turku PS Ü-35 (35+)       |
| 29.02.2024 | Academic FC Campus (VII)  | 2:2 (5:3 i. E.) | Liedon Pallo (VII)        |
| 01.03.2024 | San Siro Turku (VIII)     | 2:3             | Inter Turku-3 (VIII)      |
| 02.03.2024 | Loimaan Palloseura (VII)  | 0:6             | FC Boda Kemiönsaari (VII) |
| 03.03.2024 | Åbo IFK-2 (VII)           | 0:1             | Jyrkkälän Tykit (VII)     |
| 03.03.2024 | Torre Calcio-2 (VIII)     | 0:8             | Kuuvuoren Laaki (VII)     |

### Gruppe 4
| Datum      |                                          | Ergebnis        |                                                 |
| ---------- | ---------------------------------------- | --------------- | ----------------------------------------------- |
| 24.02.2024 | Velenpojat (IX)                          | 3:5             | Karhu-Futis (VII)                               |
| 24.02.2024 | AC Darra Tampere (IX)                    | 2:4             | Tampereen Ilves-3 (VII)                         |
| 24.02.2024 | FC Eurajoki-2 (VIII)                     | 1:1 (2:4 i. E.) | Lauttakylän Luja (VII)                          |
| 24.02.2024 | FC Helmi Jätkä (IX)                      | 2:2 (4:2 i. E.) | Janakkalan Pallo (VII)                          |
| 24.02.2024 | Tampere United-3 (VIII)                  | 3:3 (5:3 i. E.) | FC Vapsi (VIII)                                 |
| 24.02.2024 | FC Kangasala (VII)                       | 10:00           | Luvian Veto (VII)                               |
| 25.02.2024 | Tampereen Palloilijat-2 (VIII)           | 4:2             | Hämeenlinnan Jalkapalloseura / Sininen (VIII)   |
| 26.02.2024 | Haka Valkeakoski Juniorit / Musta (VIII) | 3:0             | Tampereen Ilves-4 (VIII)                        |
| 27.02.2024 | Tyrwään Palloseura (VIII)                | 4:1             | Porin Palloilijat (VII)                         |
| 01.03.2024 | Tampereen Universtas Ü-35 (35+)          | 2:4             | Fish United (VII)                               |
| 02.03.2024 | Lammin Veto / KPR (VII)                  | 5:0             | Nekalan Pallo (VII)                             |
| 03.03.2024 | Soho Sporting Society (IX)               | 3:3 (4:3 i. E.) | Tampereen-Viipurin Ilves-Kissat Juniorit (VIII) |
| 08.03.2024 | Viialan Peli-Veikot (VIII)               | 0:3             | Oriveden Tuisku (VII)                           |

### Gruppe 5
| Datum      |                                | Ergebnis |                          |
| ---------- | ------------------------------ | -------- | ------------------------ |
| 25.02.2024 | Halkian Alku / FC (VIII)       | 0:5      | Tolkis BK (VI)           |
| 29.02.2024 | Järvenpään PS / United (VIII)  | 1:9      | FC Futura Juniorit (VII) |
| 03.03.2024 | Tuusulan Palloseura Ü-35 (35+) | 3:0      | FC Kirkkonummi-2 (VII)   |

### Gruppe 6
| Datum      |                               | Ergebnis        |                              |
| ---------- | ----------------------------- | --------------- | ---------------------------- |
| 17.02.2024 | Flamingo United (VII)         | 7:1             | Haminan Pallo-Kissat-2 (VII) |
| 18.02.2024 | FC Villisiat (VIII)           | 2:2 (5:4 i. E.) | Pallo-Peikot Kouvola (VIII)  |
| 18.02.2024 | Karhulan Pojat (VIII)         | 00:10           | Popiniemen Ponnistus (VIII)  |
| 18.02.2024 | Nastolan Nopsa (VII)          | 3:1             | Kymin Palloilijat (VII)      |
| 25.02.2024 | Lahden United (VIII)          | 2:2 (5:6 i. E.) | Jänteva Kotka / Ukot (VIII)  |
| 29.02.2024 | Heinolan Palloilijat-47 (VII) | 0:0 (4:3 i. E.) | FC Kuusysi-2 (VII)           |

### Gruppe 7
| Datum      |                                           | Ergebnis        |                                               |
| ---------- | ----------------------------------------- | --------------- | --------------------------------------------- |
| 25.02.2024 | FC Komeetat / Piuku (VIII)                | 3:0             | Savonlinnan Työväen Palloseura Juniorit (VII) |
| 02.03.2024 | Jyväskylän Nousu (VIII)                   | 2:2 (3:5 i. E.) | Muuramen Yritys (VII)                         |
| 03.03.2024 | FC Komeetat-3 (VII)                       | 0:0 (5:3 i. E.) | Juvan Kisa (VII)                              |
| 03.03.2024 | Luonetjärven Varuskunnan Urheilijat (VII) | 4:2             | Konneveden Urheilijat (VII)                   |

### Gruppe 8
| Datum      |                            | Ergebnis        |                          |
| ---------- | -------------------------- | --------------- | ------------------------ |
| 23.02.2024 | Kokkolan Pojat (VII)       | 1:2             | BK-48 Vaasa-2 (VII)      |
| 02.03.2024 | Alavuden Peli-Veikot (VII) | 3:3 (5:4 i. E.) | FC Komu Mustasaari (VII) |

## 1. Runde
Die 70 Sieger der Vorrunde, sowie 82 Vereine der Kolmonen (V), 77 weitere Vereine aus der Nelonen (VI), 8 weitere Vereine aus der Vitonen (VII) und 3 weitere Vereine aus der Kutonen (VIII). Die Mannschaften wurden in zehn regionale Gruppen eingeteilt. Unterklassige Vereine hatten Heimrecht.

### Gruppe 1
| Datum      |                                               | Ergebnis         |                                                  |
| ---------- | --------------------------------------------- | ---------------- | ------------------------------------------------ |
| 17.02.2024 | Etelä-Espoon Pallo (V)                        | 2:1              | Toukolan Teräs (V)                               |
| 24.02.2024 | Espoon Palloseura Reservi (V)                 | 3:1              | Helsingin Pallo-Pojat Juniorit / Lauttasaari (V) |
| 28.02.2024 | FC Kirkkonummi (V)                            | 3:0              | Savannan Pallo (V)                               |
| 08.03.2024 | Helsingfors IFK (V)                           | 3:3 (6:5 i. E.)  | IF Gnistan / Ogeli (V)                           |
| 10.03.2024 | FC Dons (VI)                                  | 2:3              | Helsingin Palloseura (V)                         |
| 10.03.2024 | FC Kiffen 08 Helsinki-3 (VI)                  | 2:3              | Pohjois-Haagan Urheilijat / Hurjin (VI)          |
| 10.03.2024 | SexyPöxyt Espoo / TNT (VI)                    | 5:0              | Turun Teräs / Taiskin Tykit (VI)                 |
| 15.03.2024 | Olarin Kiksi (VII)                            | 1:8              | Polin Pallo (VII)                                |
| 16.03.2024 | Leppävaaran Pallo Ü-40 (40+)                  | 00:11            | HJK Helsinki / Kantsu (VI)                       |
| 16.03.2024 | FC Kasiysi Espoo (VII)                        | 0:3              | Kilo IF (VII)                                    |
| 16.03.2024 | Nummelan Palloseura-2 (VI)                    | 4:1              | Leppävaaran Pallo / Bangers (VI)                 |
| 16.03.2024 | Colo-Colo Helsinki (VII)                      | 02:11            | Malmin Palloseura / Atletico Akatemia (V)        |
| 16.03.2024 | Tikkurilan PS-2 (VI)                          | 1:9              | Käpylän Pallo-2 (VI)                             |
| 17.03.2024 | Etu-Töölön Urhot (VI)                         | 1:1 (5:4 i. E.)  | Helsingin Ponnistus (V)                          |
| 17.03.2024 | Töölön Vesa (VI)                              | 4:0              | Kurvin Vauhti (VI)                               |
| 17.03.2024 | Helsingin Pumppu (VII)                        | 0:3              | Puotinkylän Valtti-2 (VI)                        |
| 22.03.2024 | Pohjois-Haagan Urheilijat / Gettopojat (VIII) | 1:4              | Koivukylän PS / Dynamo (VII)                     |
| 22.02.2024 | Chicken Wings SC (VI)                         | 1:1 (10:9 i. E.) | Malmin Ponnistajat (V)                           |
| 24.02.2024 | FC Pehmeet ja Märät (VII)                     | 1:5              | Millbrook FC (VII)                               |
| 24.02.2024 | StaPa De Royale (VIII)                        | 1:0              | Gilla FC (VII)                                   |
| 24.02.2024 | Töölön Taisto (V)                             | 2:0              | Grankulla IFK U-23 (V)                           |
| 24.02.2024 | Suurmetsaän Urheilijat (VII)                  | 1:7              | IF Gnistan Ü-35 (35+)                            |

### Gruppe 2
| Datum      |                                             | Ergebnis |                                                 |
| ---------- | ------------------------------------------- | -------- | ----------------------------------------------- |
| 01.03.2024 | Atlantis FC / PM (V)                        | 6:0      | Herttoniemen Toverit (V)                        |
| 02.03.2024 | Inter Vuosaari (VII)                        | 1:9      | Leppävaaran Pallo (VI)                          |
| 08.03.2024 | Puotinkylän Valtti (V)                      | 2:1      | Laaksolahden Jalkapalloseura (V)                |
| 10.03.2024 | Tikkurilan PS / Legends (VIII)              | 0:6      | Espoon Tikka (VI)                               |
| 10.03.2024 | Turun Teräs Akatemia (VI)                   | 3:0      | Malminkartanon PETO (VI)                        |
| 11.03.2024 | IF Gnistan-3 (VII)                          | 1:8      | FC Germania Helsinki (VI)                       |
| 13.03.2024 | MK-United Vantaa (VII)                      | 1:3      | Etelä-Espoon Pallo / Renat (VI)                 |
| 15.03.2024 | Toukolan Teräs / Keparoi (VII)              | 0:2      | Suurmetsaän Urheilijat / sob (VI)               |
| 15.03.2024 | Jokerit FC (VI)                             | 1:2      | Helsingin Palloseura-2 (VI)                     |
| 15.03.2024 | HJK Helsinki / Töölön Ihme (VIII)           | 00:29    | FC Kontu (V)                                    |
| 16.03.2024 | SexyPöxyt Espoo Ü-35 (35+)                  | 4:0      | Pohjois-Haagan Urheilijat / JäPa (VII)          |
| 16.03.2024 | Nikinmäki United (VII)                      | 0:3      | Pohjois-Haagan Urheilijat / KY United (VII)     |
| 16.03.2024 | FC Espoo (V)                                | 1:5      | Helsingin Pallo-Pojat Juniorit / Ruoholahti (V) |
| 16.03.2024 | FC Mango Helsinki (VIII)                    | 00:13    | Puistolan Urheilijat (V)                        |
| 17.03.2024 | FC Fortuna Helsinki (VI)                    | 2:4      | Haukilahden Pallo (V)                           |
| 17.03.2024 | Koivukylän PS (VI)                          | 3:1      | Malmin Palloseura (V)                           |
| 22.03.2024 | Vietfin FC (VIII)                           | 00:11    | Tikkurilan PS (V)                               |
| 23.03.2024 | Pohjois-Espoon Ponsi (VII)                  | 1:3      | FC Finnkurd (V)                                 |
| 23.03.2024 | FC Hieho (VII)                              | 0:6      | Pakkalan PS Old Stars (VI)                      |
| 23.03.2024 | FC Spital (VII)                             | 1:2      | Vantaan Jalkapalloseura-2 (V)                   |
| 23.03.2024 | FC Vuosaari (VI)                            | 0:9      | Laajasalon Palloseura (V)                       |
| 24.03.2024 | Malmin Palloseura / Atletico Akatemia (VII) | 1:4      | Pohjois-Haagan Urheilijat (VI)                  |

### Gruppe 3
| Datum      |                                               | Ergebnis        |                                    |
| ---------- | --------------------------------------------- | --------------- | ---------------------------------- |
| 08.03.2024 | Turun Nappulaliiga (VII)                      | 1:7             | Naantalin VG-62 (VII)              |
| 12.03.2024 | Academic FC Campus (VII)                      | 00:10           | Pargas IF (VII)                    |
| 12.03.2024 | Inter Turku-3 (VII)                           | 2:4             | Ekenäs IF / Akatemia (VII)         |
| 12.03.2024 | Turku PS Ü-35 (35+)                           | 2:0             | Salon Palloilijat-2 (V)            |
| 14.03.2024 | Jyrkkälän Tykit (VII)                         | 0:3             | Kuuvuoren Laaki (VII)              |
| 15.03.2024 | FC Boda Kemiönsaari (VII)                     | 0:9             | Maskun Palloseura (V)              |
| 16.03.2024 | Åbo Club de Fútbol (VI)                       | 1:2             | Kaarinan Pojat (V)                 |
| 16.03.2024 | Piikkiön Palloseura (VI)                      | 1:1 (4:3 i. E.) | Littoisten Työväen Urheilijat (VI) |
| 16.03.2024 | Bosnialaisten Kulttuurikeskus Suomessa (VIII) | 0:1             | FC Ruskon Pallo (VII)              |
| 16.03.2024 | Maskun Palloseura-2 (VII)                     | 0:6             | Turun Weikot (VI)                  |
| 22.03.2024 | Torre Calcio (VII)                            | 3:5             | Hangö IK (VI)                      |

### Gruppe 4
| Datum      |                                          | Ergebnis |                                |
| ---------- | ---------------------------------------- | -------- | ------------------------------ |
| 17.02.2024 | FC Eurajoki (VI)                         | 0:4      | Haka Valkeakoski Juniorit (V)  |
| 25.02.2024 | Teekkareiden UV AC Estudiantes (V)       | 1:4      | Nokian Palloseura (V)          |
| 09.03.2024 | Tampereen Ilves-3 (VII)                  | 0:3      | Tampere United-2 (V)           |
| 11.03.2024 | Tyrwään Palloseura (VII)                 | 0:6      | Valkeakosken Koskenpojat (VI)  |
| 14.03.2024 | Tampereen Pallo-Veikot-2 (VI)            | 0:2      | Musan Salama (V)               |
| 15.03.2024 | Oriveden Tuisku (VII)                    | 0:2      | Nokian Palloseura-2 (VI)       |
| 16.03.2024 | Soho Sporting Society (IX)               | 01:10    | Tampereen Peli-Pojat -70 (V)   |
| 16.03.2024 | FC Lasten (VI)                           | 1:5      | Ylöjärvi United (V)            |
| 16.03.2024 | Sääksjärven Loiske (V)                   | 5:4      | Euran Pallo (V)                |
| 16.03.2024 | FC Helmi Jätkä (IX)                      | 1:7      | FC Kangasala (VII)             |
| 16.03.2024 | Karhu-Futis (VII)                        | 1:3      | Toejoen Veikot (VI)            |
| 16.03.2024 | Lauttakylän Luja (VII)                   | 0:4      | Hämeelinnan Härmä (VI)         |
| 17.03.2024 | Teekkareiden UV AC Estudiantes-2 (VII)   | 3:2      | Toijalan Pallo -49 (V)         |
| 17.03.2024 | Tampere United-3 (VIII)                  | 3:1      | Tampereen Palloilijat-2 (VIII) |
| 17.03.2024 | Fish United (VII)                        | 5:1      | Lammin Veto / KPR (VII)        |
| 17.03.2024 | LeKi-futis Lempäälän PS (VI)             | 7:2      | Tampereen Palloilijat (VI)     |
| 19.03.2024 | Haka Valkeakoski Juniorit / Musta (VIII) | 0:3      | Tervakosken Pato (V)           |

### Gruppe 5
| Datum      |                                    | Ergebnis        |                                    |
| ---------- | ---------------------------------- | --------------- | ---------------------------------- |
| 17.02.2024 | Nummelan Palloseura (V)            | 2:2 (3:5 i. E.) | Tuusulan Palloseura (V)            |
| 26.02.2024 | Nouseva Laaka (VI)                 | 1 0:3 1         | Borgå Akilles (VI)                 |
| 26.02.2024 | Nurmijärven Jalkapalloseura-3 (VI) | 1 3:0 1         | Nurmijärven Jalkapalloseura-2 (VI) |
| 03.03.2024 | IF Sibbo-Vargarna (VI)             | 0:1             | Riihimäen Palloseura (V)           |
| 15.03.2024 | FC Futura Juniorit (VII)           | 2:3             | Lohjan Pallo (VI)                  |
| 16.03.2024 | Halkian Alku (VI)                  | 3:1             | Askolan Urheilijat (VI)            |
| 16.03.2024 | Tuusulan Palloseura Ü-35 (35+)     | 2:2 (4:3 i. E.) | Hyvinkään Palloseura (V)           |
| 16.03.2024 | FC Wild Kirkkonummi (VII)          | 1:2             | Järvenpään PS U-23 (VI)            |
| 17.03.2024 | Tolkis BK (VI)                     | 4:3             | Kellokosken Alku (VI)              |

### Gruppe 6
| Datum      |                                             | Ergebnis |                               |
| ---------- | ------------------------------------------- | -------- | ----------------------------- |
| 25.02.2024 | FC Kuusysi (V)                              | 6:2      | Kouvolan Jalkapallo (V)       |
| 02.03.2024 | Lauritsalan Työväen Palloilijat-2 (VI)      | 4:0      | FC Loviisa (V)                |
| 08.03.2024 | Ruokolahden Palloseura (VI)                 | 1:6      | Haminan Pallo-Kissat (V)      |
| 09.03.2024 | Savonlinnan Työväen Palloseura (VI)         | 2:5      | Union Plaani (V)              |
| 09.03.2024 | Lauritsalan Työväen Palloilijat (V)         | 1:0      | Kotajärven Pallo (V)          |
| 09.03.2024 | Flamingo United (VII)                       | 0:8      | Kultsu FC (V)                 |
| 10.03.2024 | Nastolan Nopsa (VII)                        | 2:4      | Kotkan Jäntevä (VI)           |
| 16.03.2024 | Lappeenrannan Itäinen Raittiusyhdistys (VI) | 2:3      | Imatran PS (V)                |
| 17.03.2024 | Jänteva Kotka / Ukot (VII)                  | 0:1      | Simpeleen Urheilijat (V)      |
| 17.03.2024 | FC Villisiat (VIII)                         | 1:2      | Heinolan Palloilijat-47 (VII) |
| 17.03.2024 | Popiniemen Ponnistus (VIII)                 | 6:0      | Kumu Jalkapallo Kouvola (VI)  |

### Gruppe 7
| Datum      |                                           | Ergebnis        |                            |
| ---------- | ----------------------------------------- | --------------- | -------------------------- |
| 01.03.2024 | Äänekosken Huima/Urho (V)                 | 2:2 (8:7 i. E.) | Niemisen Urheilijat (V)    |
| 02.03.2024 | Palokan Riento (VI)                       | 4:2             | Outokummun Pallo-84 (VI)   |
| 03.03.2024 | Vihtavuoren Pamaus-2 (VI)                 | 2:3             | FC Marski (VI)             |
| 10.03.2024 | Savon Pallo (VI)                          | 0:7             | Lehmon Pallo-77 (V)        |
| 13.03.2024 | FC Komeetat (V)                           | 0:4             | Vihtavuoren Pamaus (V)     |
| 13.03.2024 | Ylämyllyn Yllätys (V)                     | 1:3             | Mikkelin Palloilijat-2 (V) |
| 15.03.2024 | FC Komeetat-3 (VII)                       | 0:5             | Keuruun Pallo (V)          |
| 16.03.2024 | FC Komeetat / Piuku (VIII)                | 0:5             | Mikkelin Pallo-Kissat (V)  |
| 16.03.2024 | Muuramen Yritys (VII)                     | 7:0             | Soho JKL (VI)              |
| 17.03.2024 | Luonetjärven Varuskunnan Urheilijat (VII) | 0:8             | Kypärämäki Rangers (V)     |

### Gruppe 8
| Datum      |                         | Ergebnis |                        |
| ---------- | ----------------------- | -------- | ---------------------- |
| 23.02.2024 | Kankaanpään Pallo (V)   | 2:0      | Kajaanin Haka (V)      |
| 10.03.2024 | Rautavaaran Raiku (VII) | 0:6      | FC Tarzan Kuopio (VII) |
| 15.03.2024 | Toivalan Urheilijat (V) | 3:5      | Pallo-Kerho 37 (V)     |

### Gruppe 9
| Datum      |                                     | Ergebnis        |                          |
| ---------- | ----------------------------------- | --------------- | ------------------------ |
| 24.02.2024 | Kauhajoen Karhu (VII)               | 3:2             | Ilmajoen Kisailijat (VI) |
| 02.03.2024 | Seinäjoen JK Juniorit (VI)          | 0:3             | Seinäjoen Sisu (VI)      |
| 05.03.2024 | Seinäjoen JK Juniorit Apollo (VIII) | 1:3             | Lapuan Virkiä (VI)       |
| 07.03.2024 | FC Sääripotku (V)                   | 1:1 (3:4 i. E.) | FC Kiisto Vaasa (V)      |
| 09.03.2024 | Kaskö IK (VI)                       | 1:2             | Sporting Kristina (V)    |
| 09.03.2024 | Alavuden Peli-Veikot (VII)          | 0:5             | Sundom IF (V)            |
| 10.03.2024 | Laihia United FC (VIII)             | 0:9             | Kokkolan PS (VI)         |
| 13.03.2024 | BK-48 Vaasa-2 (VII)                 | 1:1 (2:3 i. E.) | Norrvalla FF (VI)        |

### Gruppe 10
| Datum      |                                | Ergebnis        |                             |
| ---------- | ------------------------------ | --------------- | --------------------------- |
| 17.02.2024 | Kellon Työväen Urheilijat (VI) | 6:3             | Haukiputaan Pallo-2 (VI)    |
| 18.02.2024 | Rovaniemi United (V)           | 3:0             | Villan Pojat (V)            |
| 25.02.2024 | Puleward City (VII)            | 1:6             | Ponkilan Pantterit (V)      |
| 25.02.2024 | Ajax Sarkkiranta (VI)          | 0:3             | Tervarit Oulu Juniorit (VI) |
| 02.03.2024 | Heinäpään Hanhet -24 (VII)     | 2:2 (2:3 i. E.) | Rollon Pojat (V)            |
| 10.03.2024 | Oulun Jalkapalloklubi (VII)    | 2:2 (2:3 i. E.) | Haukiputaan Pallo (V)       |
| 23.03.2024 | FC Santa Claus Juniorit (VI)   | 1 2:3 1         | Kemin Palloseura (V)        |

## 2. Runde

### Gruppe 1
Teilnehmer: Die 120 Sieger der 1. Runde. Die Mannschaften wurden in acht regionale Gruppen eingeteilt. Unterklassige Vereine hatten Heimrecht.
| Datum      |                                             | Ergebnis        |                                                 |
| ---------- | ------------------------------------------- | --------------- | ----------------------------------------------- |
| 26.03.2024 | Espoon Tikka (VI) 1                         | 2:0             | Kilo IF (VII)                                   |
| 28.03.2024 | Puotinkylän Valtti-2 (VI)                   | 0:7             | Atlantis FC / PM (V)                            |
| 28.03.2024 | Puistolan Urheilijat (V)                    | 2:1             | Puotinkylän Valtti (V)                          |
| 02.04.2024 | Helsingin Palloseura (V)                    | 0:2             | Malmin Palloseura / Atletico Malmi (V)          |
| 02.04.2024 | Etelä-Espoon Pallo (V) 1                    | 4:1             | Töölön Vesa (VI)                                |
| 04.04.2024 | Nummelan Palloseura-2 (VI)                  | 6:0             | Koivukylän PS (VI)                              |
| 05.04.2024 | Tikkurilan PS (V)                           | 1:2             | Laajasalon Palloseura (V)                       |
| 06.04.2024 | FC Kontu (V)                                | 4:0             | Helsingfors IFK (V)                             |
| 06.04.2024 | SexyPöxyt Espoo / TNT (VI)                  | 2:0             | Helsingin Pallo-Pojat Juniorit / Ruoholahti (V) |
| 06.04.2024 | Turun Teräs Akatemia (VI)                   | 0:3             | Töölön Taisto (V)                               |
| 06.04.2024 | FC Finnkurd (V) 1                           | 3:0             | HJK Helsinki / Kantsu (VI)                      |
| 06.04.2024 | Pohjois-Haagan Urheilijat / KY United (VII) | 5:1             | SexyPöxyt Espoo Ü-35 (35+)                      |
| 07.04.2024 | Millbrook FC (VII)                          | 2:2 (4:2 i. E.) | Chicken Wings SC (VI)                           |
| 07.04.2024 | Etu-Töölön Urhot (VI)                       | 1:2             | Etelä-Espoon Pallo / Renat (VI)                 |
| 07.04.2024 | Leppävaaran Pallo (VI)                      | 2:1             | Suurmetsaän Urheilijat / sob (VI)               |
| 07.04.2024 | Pohjois-Haagan Urheilijat / Hurjin (VI)     | 3:1             | Helsingin Palloseura-2 (VI)                     |
| 07.04.2024 | FC Germania Helsinki (VI)                   | 2:3             | Pakkalan PS Old Stars (VI)                      |
| 07.04.2024 | Polin Pallo (VII)                           | 4:0             | Koivukylän PS / Dynamo (VII                     |
| 07.04.2024 | IF Gnistan Ü-35 (35+)                       | 7:2             | Käpylän Pallo-2 (VI)                            |
| 08.04.2024 | StaPa De Royale (VIII)                      | 1:2             | Espoon Palloseura Reservi (V)                   |
| 08.04.2024 | Pohjois-Haagan Urheilijat (VI)              | 0:5             | FC Kirkkonummi (V)                              |
| 11.04.2024 | Haukilahden Pallo (V)                       | 4:8             | Vantaan Jalkapalloseura-2 (V)                   |

### Gruppe 2
| Datum      |                          | Ergebnis |                          |
| ---------- | ------------------------ | -------- | ------------------------ |
| 22.03.2024 | Naantalin VG-62 (V)      | 3:2      | Pargas IF (V)            |
| 28.03.2024 | Turku PS Ü-35 (35+)      | 2:1      | Kuuvuoren Laaki (VII)    |
| 29.03.2024 | FC Ruskon Pallo (VII)    | 0:2      | Maskun Palloseura (V)    |
| 01.04.2024 | Turun Weikot (VI)        | 2:1      | Hämeelinnan Härmä (VI)   |
| 02.04.2024 | Hangö IK (VI)            | 0:6      | Kaarinan Pojat (V)       |
| 03.04.2024 | Piikkiön Palloseura (VI) | 0:2      | Ekenäs IF / Akatemia (V) |

### Gruppe 3
| Datum      |                                        | Ergebnis        |                               |
| ---------- | -------------------------------------- | --------------- | ----------------------------- |
| 24.03.2024 | FC Kangasala (VII)                     | 2:3             | Tampere United-2 (V)          |
| 27.03.2024 | Fish United (VII)                      | 4:1             | LeKi-futis Lempäälän PS (VI)  |
| 27.03.2024 | Tampere United-3 (VIII)                | 1:6             | Nokian Palloseura-2 (VI)      |
| 27.03.2024 | Nokian Palloseura (V)                  | 7:0             | Tampereen Peli-Pojat -70 (V)  |
| 01.04.2024 | Musan Salama (V)                       | 8:0             | Sääksjärven Loiske (V)        |
| 03.04.2024 | Toejoen Veikot (VI)                    | 5:1             | Tervakosken Pato (V)          |
| 04.04.2024 | Teekkareiden UV AC Estudiantes-2 (VII) | 1:1 (4:5 i. E.) | Valkeakosken Koskenpojat (VI) |
| 05.04.2024 | Haka Valkeakoski Juniorit (V)          | 4:2             | Ylöjärvi United (V)           |

### Gruppe 4
| Datum      |                                | Ergebnis |                                    |
| ---------- | ------------------------------ | -------- | ---------------------------------- |
| 23.03.2024 | Järvenpään PS U-23 (VI)        | 1:3      | FC Kuusysi (V)                     |
| 01.04.2024 | Halkian Alku (VI)              | 1:3      | Nurmijärven Jalkapalloseura-3 (VI) |
| 02.04.2024 | Borgå Akilles (VI)             | 0:2      | Riihimäen Palloseura (V)           |
| 04.04.2024 | Tuusulan Palloseura Ü-35 (35+) | 2:4      | Lohjan Pallo (VI)                  |
| 07.04.2024 | Tolkis BK (VI)                 | 0:3      | Tuusulan Palloseura (V)            |

### Gruppe 5
| Datum      |                                        | Ergebnis |                                     |
| ---------- | -------------------------------------- | -------- | ----------------------------------- |
| 22.03.2024 | Kultsu FC (V)                          | 4:2      | Union Plaani (V)                    |
| 27.03.2024 | Haminan Pallo-Kissat (V)               | 1:2      | Imatran PS (V)                      |
| 27.03.2024 | Popiniemen Ponnistus (VIII)            | 7:1      | Heinolan Palloilijat-47 (VII)       |
| 01.04.2024 | Simpeleen Urheilijat (VI)              | 2:0      | Kotkan Jäntevä (VI)                 |
| 03.04.2024 | Lauritsalan Työväen Palloilijat-2 (VI) | 1:4      | Lauritsalan Työväen Palloilijat (V) |

### Gruppe 6
| Datum      |                        | Ergebnis |                            |
| ---------- | ---------------------- | -------- | -------------------------- |
| 23.03.2024 | Muuramen Yritys (VII)  | 1:3      | Kypärämäki Rangers (V)     |
| 24.03.2024 | Palokan Riento (VI)    | 0:8      | Mikkelin Pallo-Kissat (V)  |
| 24.03.2024 | FC Tarzan Kuopio (VII) | 1:3      | Vihtavuoren Pamaus (V)     |
| 28.03.2024 | Lehmon Pallo-77 (V)    | 1:3      | Mikkelin Palloilijat-2 (V) |
| 28.03.2024 | Keuruun Pallo (V)      | 3:0      | Äänekosken Huima/Urho (V)  |
| 06.04.2024 | FC Marski (V)          | 1:7      | Pallo-Kerho 37 (V)         |

### Gruppe 7
| Datum      |                     | Ergebnis |                       |
| ---------- | ------------------- | -------- | --------------------- |
| 18.03.2024 | Lapuan Virkiä (VI)  | 3:1      | Norrvalla FF (VI)     |
| 24.03.2024 | Kokkolan PS (VI)    | 1:7      | Sporting Kristina (V) |
| 27.03.2024 | Seinäjoen Sisu (VI) | 0:3      | FC Kiisto Vaasa (V)   |
| 30.03.2024 | Sundom IF (V) 1     | 1:0      | Kauhajoen Karhu (VI)  |

### Gruppe 8
| Datum      |                                | Ergebnis |                        |
| ---------- | ------------------------------ | -------- | ---------------------- |
| 16.03.2024 | Kankaanpään Pallo (V)          | 3:0      | Ponkilan Pantterit (V) |
| 24.03.2024 | Haukiputaan Pallo (V)          | 2:4      | Rovaniemi United (V)   |
| 24.03.2024 | Kellon Työväen Urheilijat (VI) | 0:6      | Rollon Pojat (V)       |
| 27.03.2024 | Tervarit Oulu Juniorit (VI)    | 0:1      | Kemin Palloseura (V)   |

## 3. Runde
Teilnehmer: Die 60 Sieger der 2. Runde, sowie sechs Erstligisten, die zehn Zweitligisten, zehn Drittligisten und 22 Teams aus der Kakkonen. Die Mannschaften wurden in vier regionale Gruppen eingeteilt. Unterklassige Vereine hatten Heimrecht.

### Gruppe 1
| Datum      |                                             | Ergebnis        |                                     |
| ---------- | ------------------------------------------- | --------------- | ----------------------------------- |
| 15.04.2024 | Atlantis FC / PM (V)                        | 1 0:3 1         | Nurmijärven Jalkapalloseura (IV)    |
| 15.04.2024 | Espoon Tikka (VI)                           | 0:2             | Puistolan Urheilijat (V)            |
| 16.04.2024 | FC Kiffen 08 Helsinki (IV)                  | 0:1             | Helsingin Pallo-Pojat Juniorit (IV) |
| 16.04.2024 | Lauritsalan Työväen Palloilijat (V)         | 1:2             | Järvenpään PS (II)                  |
| 16.04.2024 | Riihimäen Palloseura (V)                    | 0:5             | IFK Mariehamn (I)                   |
| 16.04.2024 | Leppävaaran Pallo (VI)                      | 1:3             | Espoon Palloseura (III)             |
| 16.04.2024 | FC Finnkurd (V)                             | 1:4             | Tuusulan Palloseura (V)             |
| 16.04.2024 | Atlantis FC (III) 2                         | 6:0             | Etelä-Espoon Pallo / Renat (VI)     |
| 16.04.2024 | Esbo Bollklub (IV)                          | 4:2             | FC Futura (IV)                      |
| 16.04.2024 | SexyPöxyt Espoo (IV)                        | 0:2             | Vantaan Jalkapalloseura (IV)        |
| 16.04.2024 | Etelä-Espoon Pallo (V)                      | 0:1             | FC Honka Espoo (IV)                 |
| 16.04.2024 | Pohjois-Haagan Urheilijat / KY United (VII) | 0:7             | Käpylän Pallo (II)                  |
| 16.04.2024 | Malmin Palloseura / Atletico Malmi (V)      | 0:2             | PK-35 Vantaa (II)                   |
| 16.04.2024 | IF Gnistan Ü-35 (35+)                       | 1:5             | Järvenpään PS / 47 (IV)             |
| 16.04.2024 | Vantaan Jalkapalloseura-2 (V)               | 1:8             | IF Gnistan (I)                      |
| 19.04.2024 | Popiniemen Ponnistus (VIII)                 | 0:4             | SexyPöxyt Espoo / TNT (VI)          |
| 21.04.2024 | Pohjois-Haagan Urheilijat / Hurjin (VI)     | 0:6             | Lohjan Pallo (VI)                   |
| 21.04.2024 | Millbrook FC (VII)                          | 1:5             | Nurmijärven Jalkapalloseura-3 (VI)  |
| 23.04.2024 | Nummelan Palloseura (VI)                    | 3 0:3 3         | Pakkalan PS Old Stars (VI)          |
| 24.04.2024 | FC Kirkkonummi (V)                          | 0:4             | Pallokerho Keski-Uusimaa (III)      |
| 24.04.2024 | Laajasalon Palloseura (V)                   | 4:0             | Espoon Palloseura Reservi (V)       |
| 28.04.2024 | FC Kuusysi (V)                              | 3:1             | Ekenäs IF / Akatemia (V)            |
| 28.04.2024 | Polin Pallo (VII)                           | 1:5             | Töölön Taisto (V)                   |
| 29.04.2024 | FC Kontu (V)                                | 0:0 (3:4 i. E.) | Grankulla IFK (IV)                  |

### Gruppe 2
| Datum      |                          | Ergebnis        |                               |
| ---------- | ------------------------ | --------------- | ----------------------------- |
| 16.04.2024 | Tampere United-2 (V)     | 00:11           | Ekenäs IF (I)                 |
| 16.04.2024 | Maskun Palloseura (V)    | 0:2             | Salon Palloilijat (II)        |
| 16.04.2024 | Turku PS Ü-35 (35+)      | 2:3             | Tampereen Ilves-2 (IV)        |
| 16.04.2024 | Kaarinan Pojat (V)       | 0:4             | Turku PS (II)                 |
| 17.04.2024 | Naantalin VG-62 (V)      | 1:3             | FC Jazz Pori (III)            |
| 17.04.2024 | Tampere United (IV)      | 0:0 (2:4 i. E.) | Inter Turku-2 (IV)            |
| 18.04.2024 | Nokian Palloseura (V)    | 1:3             | Pallo-Iirot Rauma (IV)        |
| 24.04.2024 | Toejoen Veikot (VI)      | 2:3             | Haka Valkeakoski Juniorit (V) |
| 25.04.2024 | Nokian Palloseura-2 (VI) | 1:3             | Valkeakosken Koskenpojat (VI) |
| 26.04.2024 | Turun Weikot (VI)        | 00:10           | Musan Salama (V)              |
| 26.04.2024 | Fish United (VII)        | 1:3             | Tampereen Pallo-Veikot (IV)   |

### Gruppe 3
| Datum      |                             | Ergebnis        |                                 |
| ---------- | --------------------------- | --------------- | ------------------------------- |
| 16.04.2024 | JIPPO (II)                  | 0:2             | Haka Valkeakoski (I)            |
| 16.04.2024 | Myllykosken Pallo -47 (III) | 1:2             | FC Vaajakoski (III)             |
| 16.04.2024 | Simpeleen Urheilijat (VI)   | 00:21           | Kotkan Työväen Palloilijat (II) |
| 16.04.2024 | Vihtavuoren Pamaus (V)      | 0:8             | Mikkelin Palloilijat (II)       |
| 16.04.2024 | Lahden Reipas (IV)          | 1:0             | JJK Jyväskylä (III)             |
| 20.04.2024 | Imatran PS (V)              | 0:1             | Mikkelin Pallo-Kissat (V)       |
| 23.04.2024 | Kypärämäki Rangers (V)      | 0:3             | PEPO Lappeenranta (IV)          |
| 23.04.2024 | Mikkelin Palloilijat-2 (V)  | 2:1             | Keuruun Pallo (V)               |
| 28.04.2024 | Pallo-Kerho 37 (V)          | 2:2 (5:6 i. E.) | Kultsu FC (V)                   |

### Gruppe 4
| Datum      |                                | Ergebnis        |                            |
| ---------- | ------------------------------ | --------------- | -------------------------- |
| 15.04.2024 | Rollon Pojat (V)               | 0:8             | Seinäjoen JK (I)           |
| 16.04.2024 | Sporting Kristina (V)          | 1:5             | Vasa IFK (III)             |
| 16.04.2024 | Lapuan Virkiä (VII)            | 1:7             | AC Oulu (VII)              |
| 16.04.2024 | Jakobstads BK (V)              | 1:1 (4:3 i. E.) | Rovaniemi PS (IV)          |
| 16.04.2024 | Sundom IF (V)                  | 0:6             | Seinäjoen JK Akatemia (II) |
| 16.04.2024 | FC Kiisto Vaasa (V)            | 2:5             | Kokkolan Palloveikot (III) |
| 16.04.2024 | Oulun Työväen Palloilijat (IV) | 0:3             | FF Jaro (II)               |
| 16.04.2024 | Rovaniemi United (V)           | 0:4             | Gamlakarleby BK (IV)       |
| 17.04.2024 | JS Hercules (IV)               | 0:4             | Oulun Luistinseura (III)   |
| 20.04.2024 | Kajaanin Palloilijat (V)       | 5:0             | Kemin Palloseura (V)       |

## 4. Runde
Teilnehmer: Die 54 Sieger der 3. Runde, sowie Inter Turku und FC Lahti als Halbfinalisten des Ligapokals 2024. Die Mannschaften wurden in vier regionale Gruppen eingeteilt. Unterklassige Vereine hatten Heimrecht.

### Gruppe 1
| Datum      |                                     | Ergebnis        |                                |
| ---------- | ----------------------------------- | --------------- | ------------------------------ |
| 07.05.2024 | Helsingin Pallo-Pojat Juniorit (IV) | 2:0             | Järvenpään PS / 47 (IV)        |
| 07.05.2024 | Atlantis FC (III)                   | 2:1             | Järvenpään PS (II)             |
| 08.05.2024 | FC Honka Espoo (IV)                 | 1:2             | PK-35 Vantaa (II)              |
| 08.05.2024 | Vantaan Jalkapalloseura (IV)        | 3:0             | IF Gnistan (I)                 |
| 08.05.2024 | Esbo Bollklub (IV)                  | 2:0             | Pallokerho Keski-Uusimaa (III) |
| 08.05.2024 | Töölön Taisto (V)                   | 1:1 (4:5 i. E.) | Käpylän Pallo (II)             |
| 08.05.2024 | Nurmijärven Jalkapalloseura (IV)    | 0:3             | Espoon Palloseura (III)        |
| 09.05.2024 | Laajasalon Palloseura (V)           | 0:5             | IFK Mariehamn (V)              |
| 09.05.2024 | Puistolan Urheilijat (V)            | 1:3             | Grankulla IFK (IV)             |
| 11.05.2024 | Pakkalan PS Old Stars (VI)          | 0:6             | Tuusulan Palloseura (V)        |
| 12.05.2024 | Lohjan Pallo (VI)                   | 0:1             | SexyPöxyt Espoo / TNT (VI)     |
| 12.05.2024 | Nurmijärven Jalkapalloseura-3 (VI)  | 2:2 (0:3 i. E.) | FC Kuusysi (V)                 |

### Gruppe 2
| Datum      |                               | Ergebnis        |                             |
| ---------- | ----------------------------- | --------------- | --------------------------- |
| 08.05.2024 | Salon Palloilijat (II)        | 2:2 (2:4 i. E.) | Ekenäs IF (I)               |
| 08.05.2024 | Tampereen Ilves-2 (IV)        | 0:3             | Inter Turku (I)             |
| 08.05.2024 | Musan Salama (V)              | 2:0             | Tampereen Pallo-Veikot (IV) |
| 09.05.2024 | FC Jazz Pori (III)            | 1:1 (6:7 i. E.) | Turku PS (II)               |
| 09.05.2024 | Valkeakosken Koskenpojat (VI) | 2:4             | Pallo-Iirot Rauma (IV)      |
| 09.05.2024 | Haka Valkeakoski Juniorit (V) | 0:4             | Inter Turku-2 (IV)          |

### Gruppe 3
| Datum      |                            | Ergebnis |                                 |
| ---------- | -------------------------- | -------- | ------------------------------- |
| 08.05.2024 | FC Vaajakoski (III)        | 0:5      | Kotkan Työväen Palloilijat (II) |
| 08.05.2024 | Kultsu FC (V)              | 0:7      | FC Lahti (I)                    |
| 08.05.2024 | Mikkelin Palloilijat-2 (V) | 0:3      | Mikkelin Palloilijat (II)       |
| 08.05.2024 | Lahden Reipas (IV)         | 1:5      | Haka Valkeakoski (I)            |
| 08.05.2024 | Mikkelin Pallo-Kissat (V)  | 1:4      | PEPO Lappeenranta (IV)          |

### Gruppe 4
| Datum      |                            | Ergebnis        |                            |
| ---------- | -------------------------- | --------------- | -------------------------- |
| 08.05.2024 | Oulun Luistinseura (III)   | 1:2             | Seinäjoen JK (I)           |
| 08.05.2024 | Gamlakarleby BK (IV)       | 0:3             | AC Oulu (I)                |
| 08.05.2024 | Vasa IFK (III)             | 1:2             | Seinäjoen JK Akatemia (II) |
| 08.05.2024 | Kajaanin Palloilijat (V)   | 0:0 (4:5 i. E.) | Jakobstads BK (IV)         |
| 09.05.2024 | Kokkolan Palloveikot (III) | 4:0             | FF Jaro (II)               |

## 5. Runde
Die 28 Sieger der 4. Runde und die vier Europapokal-Teilnehmer (HJK, KuPS, VPS, Ilves Tampere). Ab dieser Runde gab es keine regionale Gruppen mehr und kein Heimrecht für unterklassige Vereine.
| Datum      |                                     | Ergebnis        |                            |
| ---------- | ----------------------------------- | --------------- | -------------------------- |
| 14.06.2024 | PK-35 Vantaa (II)                   | 4:0             | SexyPöxyt Espoo / TNT (VI) |
| 15.06.2024 | Turku PS (II)                       | 1:0             | Mikkelin Palloilijat (II)  |
| 15.06.2024 | Vantaan Jalkapalloseura (IV)        | 1:1 (4:2 i. E.) | Atlantis FC (III)          |
| 15.06.2024 | Esbo Bollklub (IV)                  | 1:5             | Haka Valkeakoski (I)       |
| 15.06.2024 | AC Oulu (I)                         | 5:1             | Käpylän Pallo (II)         |
| 15.06.2024 | Ilves Tampere (I)                   | 2:4             | Seinäjoen JK (I)           |
| 15.06.2024 | Inter Turku-2 (IV)                  | 1:5             | Vaasan PS (I)              |
| 16.06.2024 | Seinäjoen JK Akatemia (II)          | 1:1 (5:4 i. E.) | Pallo-Iirot Rauma (IV)     |
| 16.06.2024 | Espoon Palloseura (III)             | 2:2 (7:8 i. E.) | FC Lahti (I)               |
| 16.06.2024 | PEPO Lappeenranta (IV)              | 1:0             | Jakobstads BK (IV)         |
| 16.06.2024 | Kotkan Työväen Palloilijat (II)     | 1:5             | Inter Turku (I)            |
| 16.06.2024 | FC Kuusysi (V)                      | 0:4             | Kokkolan Palloveikot (III) |
| 16.06.2024 | Helsingin Pallo-Pojat Juniorit (IV) | 1:2             | Ekenäs IF (I)              |
| 16.06.2024 | Tuusulan Palloseura (V)             | 0:5             | HJK Helsinki (I)           |
| 16.06.2024 | Grankulla IFK (IV)                  | 3:2             | Musan Salama (V)           |
| 16.06.2024 | IFK Mariehamn (V)                   | 1:3             | Kuopion PS (I)             |

## 6. Runde
Teilnehmer: Die 16 Sieger der 5. Runde.
| Datum      |                              | Ergebnis        |                    |
| ---------- | ---------------------------- | --------------- | ------------------ |
| 24.06.2024 | Seinäjoen JK Akatemia (II)   | 0:3             | Turku PS (II)      |
| 25.06.2024 | Haka Valkeakoski (I)         | 0:0 (5:4 i. E.) | PK-35 Vantaa (II)  |
| 25.06.2024 | Kokkolan Palloveikot (III)   | 2:1             | FC Lahti (I)       |
| 25.06.2024 | PEPO Lappeenranta (IV)       | 1:5             | Kuopion PS (I)     |
| 25.06.2024 | Inter Turku (I)              | 6:1             | Grankulla IFK (IV) |
| 25.06.2024 | Vantaan Jalkapalloseura (IV) | 0:2             | AC Oulu (I)        |
| 25.06.2024 | Seinäjoen JK (I)             | 5:1             | Vaasan PS (I)      |
| 26.06.2024 | Ekenäs IF (I)                | 0:0 (4:2 i. E.) | HJK Helsinki (I)   |

## Viertelfinale
| Datum      |                            | Ergebnis |                      |
| ---------- | -------------------------- | -------- | -------------------- |
| 03.07.2024 | Inter Turku (I)            | 3:2      | Turku PS (II)        |
| 03.07.2024 | Kokkolan Palloveikot (III) | 1:2      | Haka Valkeakoski (I) |
| 03.07.2024 | Ekenäs IF (I)              | 0:2      | Kuopion PS (I)       |
| 03.07.2024 | Seinäjoen JK (I)           | 2:0      | AC Oulu (I)          |

## Halbfinale
| Datum      |                      | Ergebnis        |                 |
| ---------- | -------------------- | --------------- | --------------- |
| 21.08.2024 | Haka Valkeakoski (I) | 1:2             | Inter Turku (I) |
| 22.08.2024 | Seinäjoen JK (I)     | 2:2 (7:8 i. E.) | Kuopion PS (I)  |

## Finale
| Paarung        | Inter Turku – Kuopion PS |
| Ergebnis       | 1:2 (1:1, 0:0) |
| Datum          | 21. September 2024 um 18:00 Uhr (17:00 Uhr MESZ) |
| Stadion        | Tammela Stadion, Tampere |
| Zuschauer      | 5.745 |
| Schiedsrichter | Oliver Reitala (Helsinki) |
| Tore           | 1:0 Darren Smith (51.) 1:1 Petteri Pennanen (86.) 1:2 Petteri Pennanen (92.) |
| Inter Turku    | Eetu Huuhtanen – Albin Granlund , Luka Kuittinen, Bart Straalman – Matias Tamminen (71. Daniel Rökman), Iiro Järvinen, Florian Krebs (106. Joonas Kekarainen), Jussi Niska (71. Dimitri Legbo) – Axel Kouame (90. Kevin Jansen), Darren Smith (90. Thomas Lahdensuo), Jean Botué (91. Derik Osede) Cheftrainer: Vesa Vasara |
| Kuopion PS     | Johannes Kreidl – Seth Saarinen (69. Clinton Antwi), Ibrahim Cissé, Samuli Miettinen, Taneli Hämäläinen – Jaakko Oksanen, Matias Siltanen (69. Arttu Heinonen) – Saku Savolainen (106. Jerry Voutilainen), Axel Vidjeskog (69. Otto Ruoppi), Petteri Paennanen – Lucas Rangel Cheftrainer: Jani Honkavaara                  |
| Gelbe Karten   | Luka Kuittinen (23.), Eetu Huuhtanen (75.), Dimitri Legbo (84.), Albin Granlund (94.), Iiro Järvinen (108.) – Samuli Miettinen (19.), Taneli Hämäläinen (39.), Seth Saarinen (54.), Petteri Paennanen (119.), Jerry Voutilainen (120.+1')                                                                                   |